# Marco Borriello
Marco Boriello (n. 18 iunie, Napoli, Italia), este un jucător italian de fotbal retras din activitate care a jucat pe postul de atacant.
În cariera lui fotbalistică mai sunt trecute echipele: Milan, Sampdoria, Genoa, Treviso, Reggina, Empoli, Triestina, Juventus, Roma, Carpi, Atalanta, Cagliari, SPAL, precum și echipa engleză West Ham United.
A facut parte din lotul reprezentativei Italiei care a participat la UEFA Euro 2008.
Tatal lui Marco a fost ucis de Camorra pe cand acesta era doar un copil,el ramanand in grija mamei sale,Margherita.
In anul 2011,Marco Borriello a format un cuplu cu romanca Madalina Ghenea.Acestia s-au despartit pentru ca,in anul 2014 sa se impace din nou.Intre timp Marco a avut o relatie cu Federica Nargi, una dintre cele mai dorite femei din Italia iar Madalina Ghenea a fost cuplata cu Gerard Butler,de care s-a despartit in momentul in care acesta ar fi aflat,potrivit presei italiene,ca Madalina l-a inselat cu Marco in timpul unui shooting al acesteia la Milano.